# Чемпіонат ФРН з футболу 1979—1980: Бундесліга
Сезон Бундесліги 1979–1980 був 17-им сезоном в історії Бундесліги, найвищого дивізіону футбольної першості ФРН. Він розпочався 11 серпня 1979 і завершився 31 травня 1980 року. Діючим чемпіоном країни був «Гамбург», якому не вдалося захистити чемпіонський титул, поступившись двома турнірними очками мюнхенській «Баварії», яка й стала переможцем сезону 1979/80.

## Формат змагання
Кожна команда грала з кожним із суперників по дві гри, одній вдома і одній у гостях. Команди отримували по два турнірні очки за кожну перемогу і по одному очку за нічию. Якщо дві або більше команд мали однакову кількість очок, розподіл місць між ними відбувався за різницею голів, а за їх рівності — за кількістю забитих голів. Команда з найбільшою кількістю очок ставала чемпіоном, а три найгірші команди вибували до відповідних дивізіонів Другої Бундесліги.

## Зміна учасників у порівнянні з сезоном 1978–79
«Армінія» (Білефельд), «Нюрнберг» і «Дармштадт 98» за результатами попереднього сезону вибули до Другої Бундесліги. На їх місце до вищого дивізіону підвищилися «Баєр 04», переможець Північного дивізіону Другої Бундесліги, «Мюнхен 1860», переможець Південного дивізіону, і «Баєр 05» (Юрдінген), який здолав у двоматчевому плей-оф за місце у Бундеслізі «Байройт».

## Команди-учасниці
| Клуб                            | Місто              | Стадіон                  | Вміщує  |
| ------------------------------- | ------------------ | ------------------------ | ------- |
| «Герта» (Берлін)                | Берлін             | Олімпіаштадіон           | 100,000 |
| «Бохум»                         | Бохум              | Воновія Рурштадіон       | 40,000  |
| «Айнтрахт» (Брауншвейг)         | Брауншвейг         | Айнтрахтштадіон          | 38,000  |
| «Вердер»                        | Бремен             | Везерштадіон             | 32,000  |
| «Боруссія» (Дортмунд)           | Дортмунд           | Зігналь Ідуна Парк       | 54,000  |
| «Дуйсбург»                      | Дуйсбург           | Ведауштадіон             | 38,500  |
| «Фортуна» (Дюссельдорф)         | Дюссельдорф        | Райнштадіон              | 59,600  |
| «Айнтрахт» (Франкфурт-на-Майні) | Франкфурт-на-Майні | Вальдштадіон             | 62,000  |
| «Гамбург»                       | Гамбург            | Фолькспаркштадіон        | 80,000  |
| «Кайзерслаутерн»                | Кайзерслаутерн     | Бетценберг               | 42,000  |
| «Кельн»                         | Кельн              | Рейн Енергі Штадіон      | 61,000  |
| «Баєр 04»                       | Леверкузен         | Ульріх Габерланд Штадіон | 20,000  |
| «Боруссія» (Менхенгладбах)      | Менхенгладбах      | Бекельбергштадіон        | 34,500  |
| «Мюнхен 1860»                   | Мюнхен             | Грюнвальдер              | 31,509  |
| «Баварія» (Мюнхен)              | Мюнхен             | Олімпіаштадіон           | 80,000  |
| «Шальке 04»                     | Гельзенкірхен      | Паркштадіон              | 70,000  |
| «Штутгарт»                      | Штутгарт           | Неккарштадіон            | 72,000  |
| «Баєр 05» (Юрдінген)            | Крефельд           | Гротенбург-Штадіон       | 28,000  |

- ↑  «Мюнхен 1860» проводив декілька перших матчів на мюнхенському Олімпіаштадіоні доки на його домашній арені завершувалася реконструкція.

## Турнірна таблиця
| Поз | Команда                         | І  | В  | Н  | П  | ГЗ | ГП | РГ  | О  | Кваліфікація або пониження                    |
| --- | ------------------------------- | -- | -- | -- | -- | -- | -- | --- | -- | --------------------------------------------- |
| 1   | «Баварія» (Мюнхен) (C)          | 34 | 22 | 6  | 6  | 84 | 33 | +51 | 50 | Перший раунд Кубка чемпіонів 1980—1981        |
| 2   | «Гамбург»                       | 34 | 20 | 8  | 6  | 86 | 35 | +51 | 48 | Перший раунд Кубка УЄФА 1980—1981             |
| 3   | «Штутгарт»                      | 34 | 18 | 5  | 11 | 75 | 53 | +22 | 41 | Перший раунд Кубка УЄФА 1980—1981             |
| 4   | «Кайзерслаутерн»                | 34 | 17 | 7  | 10 | 75 | 53 | +22 | 41 | Перший раунд Кубка УЄФА 1980—1981             |
| 5   | «Кельн»                         | 34 | 14 | 9  | 11 | 72 | 55 | +17 | 37 | Перший раунд Кубка УЄФА 1980—1981             |
| 6   | «Боруссія» (Дортмунд)           | 34 | 14 | 8  | 12 | 64 | 56 | +8  | 36 |                                               |
| 7   | «Боруссія» (Менхенгладбах)      | 34 | 12 | 12 | 10 | 61 | 60 | +1  | 36 |                                               |
| 8   | «Шальке 04»                     | 34 | 12 | 9  | 13 | 40 | 51 | −11 | 33 |                                               |
| 9   | «Айнтрахт» (Франкфурт-на-Майні) | 34 | 15 | 2  | 17 | 65 | 61 | +4  | 32 | Перший раунд Кубка УЄФА 1980—1981             |
| 10  | «Бохум»                         | 34 | 13 | 6  | 15 | 41 | 44 | −3  | 32 |                                               |
| 11  | «Фортуна» (Дюссельдорф)         | 34 | 13 | 6  | 15 | 62 | 72 | −10 | 32 | Перший раунд Кубка володарів кубків 1980—1981 |
| 12  | «Баєр 04»                       | 34 | 12 | 8  | 14 | 45 | 61 | −16 | 32 |                                               |
| 13  | «Мюнхен 1860»                   | 34 | 10 | 10 | 14 | 42 | 53 | −11 | 30 |                                               |
| 14  | «Дуйсбург»                      | 34 | 11 | 7  | 16 | 43 | 57 | −14 | 29 |                                               |
| 15  | «Баєр 05» (Юрдінген)            | 34 | 12 | 5  | 17 | 43 | 61 | −18 | 29 |                                               |
| 16  | «Герта» (Берлін) (R)            | 34 | 11 | 7  | 16 | 41 | 61 | −20 | 29 | Пониження у класі до Другої Бундесліги        |
| 17  | «Вердер» (R)                    | 34 | 11 | 3  | 20 | 52 | 93 | −41 | 25 | Пониження у класі до Другої Бундесліги        |
| 18  | «Айнтрахт» (Брауншвейг) (R)     | 34 | 6  | 8  | 20 | 32 | 64 | −32 | 20 | Пониження у класі до Другої Бундесліги        |

1. 1 2  «Айнтрахт» (Франкфурт-на-Майні) став переможцем Кубка УЄФА 1979—1980, отримавши таким чином місце у розіграші цього Кубка наступного сезону.

## Результати
| Команда                         | ГЕР | БОХ | АЙБ | ВЕР | БРД | ДУЙ | ФОР | АЙФ | ГАМ | КАЙ | КЕЛ | Б04 | БРМ | М60 | БАВ | Ш04 | ШТТ | ЮРД |
| ------------------------------- | --- | --- | --- | --- | --- | --- | --- | --- | --- | --- | --- | --- | --- | --- | --- | --- | --- | --- |
| «Герта» (Берлін)                | —   | 1–0 | 0–0 | 0–0 | 3–2 | 0–1 | 3–0 | 1–0 | 0–6 | 0–2 | 1–0 | 3–0 | 3–1 | 1–1 | 1–1 | 0–2 | 4–2 | 3–0 |
| «Бохум»                         | 2–1 | —   | 2–1 | 5–2 | 2–2 | 3–0 | 0–0 | 1–0 | 0–3 | 0–0 | 2–0 | 4–2 | 0–0 | 2–0 | 0–1 | 0–0 | 0–1 | 1–0 |
| «Айнтрахт» (Брауншвейг)         | 3–1 | 3–0 | —   | 1–2 | 1–0 | 2–0 | 2–3 | 2–3 | 1–1 | 0–1 | 2–1 | 3–1 | 0–3 | 0–0 | 1–1 | 1–1 | 0–2 | 1–1 |
| «Вердер»                        | 1–0 | 2–0 | 4–0 | —   | 2–1 | 2–1 | 4–1 | 4–3 | 1–1 | 2–4 | 0–5 | 1–1 | 4–2 | 4–6 | 1–4 | 4–0 | 2–3 | 1–0 |
| «Боруссія» (Дортмунд)           | 4–1 | 2–2 | 2–0 | 5–0 | —   | 3–1 | 5–3 | 0–1 | 2–2 | 6–2 | 3–1 | 2–1 | 1–1 | 0–0 | 1–0 | 2–1 | 2–4 | 3–1 |
| «Дуйсбург»                      | 2–2 | 0–1 | 0–0 | 4–1 | 1–0 | —   | 0–2 | 1–0 | 3–0 | 1–1 | 0–2 | 5–0 | 3–0 | 1–0 | 1–2 | 1–2 | 1–1 | 2–2 |
| «Фортуна» (Дюссельдорф)         | 4–0 | 1–4 | 3–2 | 4–1 | 2–1 | 1–0 | —   | 1–3 | 1–1 | 6–1 | 3–6 | 1–1 | 1–4 | 4–0 | 0–3 | 4–1 | 6–2 | 3–1 |
| «Айнтрахт» (Франкфурт-на-Майні) | 0–4 | 0–1 | 7–2 | 3–2 | 0–1 | 6–0 | 1–2 | —   | 3–2 | 3–5 | 3–0 | 3–0 | 5–2 | 1–1 | 3–2 | 3–2 | 2–0 | 2–0 |
| «Гамбург»                       | 5–1 | 3–1 | 2–0 | 5–0 | 4–0 | 1–2 | 1–0 | 5–0 | —   | 1–0 | 3–0 | 3–0 | 3–0 | 6–1 | 3–1 | 4–0 | 3–2 | 2–2 |
| «Кайзерслаутерн»                | 4–0 | 4–1 | 2–0 | 3–1 | 2–2 | 4–2 | 4–0 | 0–1 | 4–2 | —   | 2–0 | 4–0 | 4–2 | 3–1 | 1–1 | 2–2 | 2–1 | 4–0 |
| «Кельн»                         | 2–2 | 2–1 | 8–0 | 4–1 | 4–1 | 2–3 | 1–1 | 2–2 | 2–3 | 2–0 | —   | 4–0 | 4–4 | 2–1 | 2–4 | 3–1 | 2–2 | 1–0 |
| «Баєр 04»                       | 2–1 | 3–1 | 3–1 | 4–0 | 2–1 | 2–2 | 0–0 | 2–1 | 2–1 | 3–1 | 1–1 | —   | 0–0 | 1–0 | 1–0 | 2–0 | 1–3 | 1–1 |
| «Боруссія» (Менхенгладбах)      | 4–1 | 3–2 | 1–1 | 2–1 | 2–2 | 6–0 | 2–1 | 4–1 | 2–2 | 0–3 | 2–2 | 4–2 | —   | 1–1 | 2–1 | 1–1 | 1–1 | 3–2 |
| «Мюнхен 1860»                   | 0–1 | 1–0 | 2–0 | 4–1 | 0–2 | 2–1 | 2–0 | 2–1 | 0–2 | 3–2 | 1–1 | 2–2 | 0–0 | —   | 1–2 | 3–0 | 1–1 | 4–0 |
| «Баварія» (Мюнхен)              | 1–1 | 3–0 | 2–1 | 7–0 | 4–2 | 3–1 | 6–0 | 2–0 | 1–1 | 2–0 | 1–2 | 3–1 | 3–1 | 6–1 | —   | 3–1 | 4–0 | 3–0 |
| «Шальке 04»                     | 1–0 | 1–0 | 1–0 | 3–0 | 2–2 | 1–2 | 2–2 | 1–0 | 1–0 | 2–1 | 1–1 | 0–2 | 1–0 | 3–0 | 1–1 | —   | 0–4 | 1–2 |
| «Штутгарт»                      | 5–0 | 1–3 | 2–0 | 5–1 | 1–2 | 2–0 | 5–1 | 4–2 | 2–2 | 3–1 | 3–0 | 3–2 | 4–0 | 1–1 | 1–3 | 0–0 | —   | 2–0 |
| «Баєр 05» (Юрдінген)            | 3–1 | 1–0 | 2–1 | 2–0 | 3–0 | 1–1 | 3–1 | 3–2 | 0–3 | 3–2 | 1–3 | 2–0 | 0–1 | 1–0 | 1–3 | 1–4 | 4–2 | —   |

## Найкращі бомбардири
26 голів
- Карл-Гайнц Румменігге («Баварія» (Мюнхен))

21 гол
- Горст Грубеш («Гамбург»)
- Дітер Мюллер («Кельн»)

20 голів
- Манфред Бургсмюллер («Боруссія» (Дортмунд))
- Гаральд Нікель («Боруссія» (Менхенгладбах))

17 голів
- Райнер Гає («Кайзерслаутерн»)

16 голів
- Клаус Аллофс («Фортуна» (Дюссельдорф))
- Дітер Генесс («Баварія» (Мюнхен))

14 голів
- Гансі Мюллер («Штутгарт»)
- Фрідгельм Функель («Баєр 05» (Юрдінген))

## Склад чемпіонів
| «Баварія» (Мюнхен) |
| --- |
| Воротарі: Вальтер Юнгганс (29); Манфред Мюллер (5). Захисники: Удо Горсманн (34 / 5); Клаус Аугенталер (34 / 2); Ганс Вайнер (34 / 1); Курт Нідермаєр (29 / 10); Ейнар Ян Аас (6 / 1); Петер Грубер (3); Ганс-Георг Шварценбек (2). Півзахисники: Пауль Брайтнер (32 / 10); Бернд Дюрнбергер (31 / 3); Вольфганг Дреммлер (26); Вольфганг Краус (22 / 1); Бранко Облак (20 / 1). Нападники: Карл-Гайнц Румменігге (34 / 26); Дітер Генесс (32 / 16); Норберт Янцон (28 / 7); Вільгельм Райзінгер (4). (кількість ігор і голів наведені у дужках) Головний тренер: Паль Чернаї . Був у заявці, але не взяв участі у жодній грі чемпіонату: Зепп Маєр. |